# 辻スポーツ店
辻スポーツ店（つじスポーツてん、英表記:TSUJI SPORTS）は、かつて山形県山形市に存在したスポーツ用品店。

## 概要
1900年創業。1961年に法人改組を行っている。山形駅から約1kmの山形市の本町に店舗を構え、サッカー用品の専門店として運営していた。かつては山形県唯一のサッカープロショップであり、山形県を本拠地とするモンテディオ山形のグッズ商品販売なども行っていた。
2002年に開催された日韓ワールドカップではレプリカユニフォームの販売が好調で、2003年は2億5,500万円の売上高を計上している。しかし、その後は少子化やネット通販の台頭、同業他社との競争などで売上高は減少し、5,000万円まで落ち込んだ。2017年、山形地方裁判所に自己破産を申請し、同年3月28日付で倒産した。負債総額は1億円超。